# Келин, Альфред
Альфред Келин (нем. Alfred Kälin; род. 16 января 1949 года) — швейцарский лыжник, призёр Олимпийских игр в Саппоро. Брат известного лыжника Франца Келина.
На Олимпиаде-1972 в Саппоро завоевал бронзу в эстафете, а также был 17-м в гонке на 30 км.
На Олимпиаде-1976 в Инсбруке показал следующие результаты, 15 км - 27-е место, 30 км - 29-е место, эстафета - 5-е место.
Лучший результат Келина на чемпионатах мира, 6-е место в эстафете на чемпионате мира-1974 в Фалуне.